# البطل (فلم 1915)
البطل (بالإنجليزية: The Champion)، يعرف أيضا بأسم (تشارلي الملاكم)، وهو فيلم كوميدي أمريكي صامت من عام 1915 بطولة تشارلي تشابلن مع الممثلة إدنا بيرفيانس، تم إنتاجه في استوديوهات إساناي.

## القصة
في هذه الكوميديا، تشارلي شابلن لديه رفيق - كلب بولدوج أليف. أثناء سيره على طول الشارع مع كلبه البلدغ، يجد تشارلي حدوة حصان «حظًا سعيدًا» أثناء مروره بمعسكر تدريب مقاتل ضخم يُدعى سبايك دوجان. يوجد خارج المخيم إعلان كبير مرسوم يقول أن دوجان يبحث عن شركاء في السجال «يمكنهم تلقي اللكمات». بعد مشاهدة مقاتلين آخرين يهزمون بقوة من قبل دوجان، قرر تشارلي أن أفضل رهان له هو وضع حدوة الحصان داخل قفاز الملاكمة الخاص به. باستخدام القفاز المحشو، يتصل تشارلي بكمة قوية ويفوز. يقوم المدرب بإعداد تشارلي لمحاربة بطل العالم. يريد المقامر من تشارلي أن يقاتل. يقع هو وابنة المدرب في الحب.

## طاقم التمثيل
- تشارلي تشابلن - المتحدي
- إدنا بيرفيانس - ابنة المدرب
- إرنست فان بيلت - سبايك دوغان
- لويد بيكون - شريك الملاكم الثاني
- ليو وايت - مقامر
- كارل ستوكديل - شريك الملاكم
- بيلي ارمسترونغ - شريك الملاكم
- بادي ماغواير - شريك الملاكم
- بود جاميسون - بوب أوبركوت، بطل
- بن توربين - بائع خواتم

## وصلات خارجية
- مقالات تستعمل روابط فنية بلا صلة مع ويكي بيانات
- البطل متوفر للتحميل المجاني على أرشيف الإنترنت